# José Espinosa y Tello
José Espinosa y Tello (* 25. März 1763 in Sevilla; † 8. September 1815 in Madrid) war ein spanischer Seemann, Kartograph und Astronom. Er nahm an Expeditionen nach Südamerika und an die Nordwestküste Amerikas (Nootka) teil.

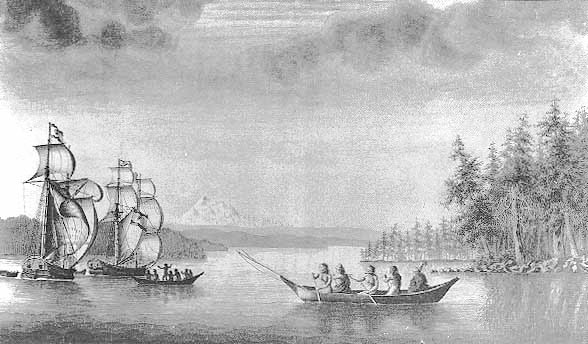
Die Schiffe Sutil und Mexicana, während der Expedition von Dionisio Alcalá Galiano im Jahr 1792 in British Columbia (Kanada) – Zeichnung von José Cardero.

## Leben
Er war der Sohn von Miguel Espinosa, Graf del Águila, und Isabel María Tello de Portugal. Zu seinen herausragenden Beiträgen zur Kartografie gehörte die Erstellung einer Karte der spanischen Küsten in Zusammenarbeit mit Vicente Tofiño. Er schloss sich 1790 in Acapulco der Malaspina-Expedition an und bereiste zusammen mit Felipe Bauzá Chile und das Gebiet des Río de la Plata, wo er mehrere Beobachtungen und wissenschaftliche Studien durchführte.
Zusammen mit  Valdés und  Galiano nahm er an der Expedition nach Nutka (Nootka) teil. Über seine Erkundungen und Kartografierung des Nootka Sound berichtet Robin Inglis in seinem Historischen Wörterbuch der Entdeckung und Erforschung der Nordwestküste Amerikas (engl.) unter anderem:

„At Nootka, Espinosa with Ciriaco Cevallos undertook a detailed survey of the entire sound and its various canals. The trip lasted eight days and resulted in a definitive map of the region. Native villages were located on their chart, which has proven important in present-day treaty negotiations between the Mowachaht people and the Canadian government.“

José Espinosa y Tello wurde zum Assistenten von José de Mazarredo ernannt und kehrte 1794 nach Spanien zurück. Er arbeitete als Sekretär der Generaldirektion der Marine (Dirección General de la Armada) und ab 1797 als Leiter der Direktion für Hydrographie (Dirección de Hidrografía). Nach der napoleonischen Invasion wurde er nach London entsandt, wo er die Zusammenstellung und den Druck von Seekarten leitete. Nach seiner Rückkehr nach Madrid übernahm er die Leitung des Hydrographischen Depots (Depósito Hidrográfico). Alexander von Humboldt stand mit ihm in brieflichem Austausch.

## Schriften (Auswahl)
- Memorias sobre las observaciones astronómicas hechas por los navegantes españoles en distintos lugares del globo [Erinnerungen an die astronomischen Beobachtungen, die von spanischen Seefahrern in verschiedenen Teilen des Globus gemacht wurden.] Madrid 1809 (Digitalisat, I, II)
- (bzw. José Cardero[12]) Relacion del Viage hecho por las goletas Sutil y Mexicana en el año de 1792 para reconocar el Estrecho de Fuca; con una introduccion en que se da noticia de las expediciones executadas anteriormente por los Españoles en busca del paso del noroeste d e la America. [mit:] Atlas para el Viage de las goletas Sutil y Mexicana. Madrid: Imprenta Real, 1802. 2 Bände
  - A Spanish Voyage to Vancouver and the North-West Coast of America: Being the Narrative of the Voyage Made in the Year 1792 by the Schooners Sutil and Mexicana to Explore the Strait of Fuca. Jane, Cecil (Übers.): Argonaut Press, London 1930[13]